# Peintures murales de Casesnoves
Les peintures murales de Casesnoves sont des peintures médiévales originellement peintes sur les murs de l'église Saint-Sauveur de Casesnoves, à Ille-sur-Têt, dans le département français des Pyrénées-Orientales.

#### Fiches et documents officiels
- « Ancienne chapelle Saint-Sauveur de Casenoves », notice no PA00104033, sur la plateforme ouverte du patrimoine, base Mérimée, ministère français de la Culture
- « Deux éléments de peinture monumentale déposés : l'aigle de saint Jean et le lion de saint Marc », notice no PM66001420, sur la plateforme ouverte du patrimoine, base Palissy, ministère français de la Culture
- « Élément de peinture monumentale déposé : le Christ Pantocrator », notice no PM66001421, sur la plateforme ouverte du patrimoine, base Palissy, ministère français de la Culture
- « Élément de peinture monumentale déposé : l'Adoration des Mages », notice no PM66001422, sur la plateforme ouverte du patrimoine, base Palissy, ministère français de la Culture
- Cour de cassation, Assemblée plénière, du 15 avril 1988 (lire en ligne), no  de pourvoi : 85-10262 85-11198